# شيامالا غوبالان
شيامالا غوبالان (بالإنجليزية: Shyamala Gopalan) و(بالتاميلية: சியாமளா கோபாலன்) (7 ديسمبر 1938 – 11 فبراير 2009) كانت عالمة في الطب الحيوي في مختبر لورنس بيركلي الوطني، حيث ساهمت في عزل وتوصيف جين مستقبلات البروجسترون، مما حفز التقدم في علوم الثدي وعلم الأورام. كانت والدة لكامالا هاريس (المدعية العامة السابقة لولاية كاليفورنيا وعضو مجلس الشيوخ التي أصبحت نائبة رئيس الولايات المتحدة) ومايا هاريس، المحامية والمحللة السياسية.

## الحياة المبكرة والتعليم
وُلدت شيامالا في 7 ديسمبر 1938 في مدراس، مقاطعة مدراس، الهند البريطانية (التي تُعرف اليوم بتشيناي، تاميل نادو، الهند)، في عائلة تاميلية براهمينية من الطبقة العليا، والدها هو ب. ف. غوبالان، موظف حكومي، ووالدتها راجام. كان والداها من قريتين بالقرب من بلدة مانارغودي في مقاطعة مادراس. بدأ غوبالان حياته المهنية كناسخ، ومع صعوده في الرتب في الخدمة الإمبراطورية ثم الخدمة المركزية، كانت العائلة تنتقل كل بضع سنوات بين مدراس (الآن تشيناي)، نيودلهي، بومباي (الآن مومباي)، وكلكتا (الآن كولكاتا). كانت زواجه من راجام مرتبًا، لكن وفقًا لأخيها، بالاشاندرا، كان والداها منفتحين في تربية الأطفال، الذين عاشوا جميعًا حياة غير تقليدية إلى حد ما. كانت شيامالا مغنية موهوبة في الموسيقى الكارناتيكية، وفازت بمسابقة وطنية في هذا المجال عندما كانت مراهقة.
درست شيامالا في مدرسة MEA في دلهي وحصلت على شهادة التعليم الثانوي العالي في عام 1955. درست للحصول على بكالوريوس العلوم في العلوم المنزلية في كلية ليدي إيروين بجامعة دلهي. اعتقد والدها أن هذا الموضوع—الذي يعزز مهارات تعتبر مفيدة في إدارة المنزل—لم يكن مناسبًا لقدراتها؛ بينما كانت والدتها تتوقع من الأطفال متابعة مسيرتها في الطب أو الهندسة أو القانون. في عام 1958، وعمرها 19 عامًا، تقدمت شيامالا بشكل غير متوقع لبرنامج الماجستير في التغذية والغدد الصماء في جامعة كاليفورنيا، بركلي، وتم قبولها. استخدم والداها بعض مدخراتهما التقاعدية لدفع رسوم دراستها وإقامتها في السنة الأولى. وبما أنهما لم يكن لديهما خط هاتف في المنزل، فقد تواصلا معها عبر رسالة جوية بعد وصولها إلى الولايات المتحدة. حصلت على درجة الدكتوراه في التغذية والغدد الصماء من جامعة كاليفورنيا، بركلي في عام 1964. كانت أطروحتها، التي أشرف عليها ريتشارد ل. لييمان، بعنوان "عزل وتنقية مثبط التربسين من دقيق القمح الكامل".

## المسيرة المهنية
أجرت شيامالا أبحاثاً في قسم علم وظائف الأعضاء ومختبر أبحاث السرطان بجامعة كاليفورنيا في بيركلي. عملت كباحثة في سرطان الثدي في جامعة إلينوي في إربانا-شامبين وجامعة ويسكونسن. كما عملت لمدة 16 عامًا في معهد ليدي ديفيس للأبحاث الطبية وكلية الطب في جامعة مكغيل. شاركت كمراجعة لأبحاث معاهد الصحة الوطنية وكعضو في فريق زيارة ميدانية للجنة الاستشارية الفيدرالية. وكانت أيضًا عضواً في اللجنة الخاصة للرئيس بشأن سرطان الثدي. قامت بتوجيه عشرات الطلاب في مختبرها. في العقد الأخير من أبحاثها، عملت شيامالا في مختبر لورنس بيركلي الوطني.

### الأبحاث
أسهمت أبحاث شيامالا في تحقيق تقدم في فهم الهرمونات المتعلقة بسرطان الثدي. ساعدت أبحاثها في عزل وتوصيف جين مستقبلات البروجسترون في الفئران على تغيير مسار الأبحاث حول استجابة أنسجة الثدي للهرمونات.

## الحياة الشخصية
في خريف عام 1962، خلال اجتماع لجمعية الأفرو أمريكيون، وهي مجموعة طلابية في جامعة بيركلي ساهم أعضاؤها فيما بعد في تشكيل مجال الدراسات السوداء واقتراح عيد كوانزا والمساعدة في تأسيس حزب الفهود السود، التقت شيامالا بطالب دراسات عليا في الاقتصاد من جامايكا يُدعى دونالد ج. هاريس، الذي كان المتحدث في ذلك اليوم. وفقاً لدونالد هاريس، الذي أصبح أستاذاً فخرياً للاقتصاد في جامعة ستانفورد، "تحدثنا حينها، وواصلنا الحديث في اجتماع آخر، وآخر، وآخر". تزوجا في عام 1963 دون اتباع تقليد تقديم هاريس لعائلة شيامالا أو إقامة حفل الزفاف في مدينتها. في أواخر الستينيات، اصطحب دونالد وشيامالا بنتيهما كامالا، التي كانت تبلغ من العمر حينها أربع أو خمس سنوات، ومايا، التي كانت أصغر منها بعامين، إلى زامبيا التي نالت استقلالها حديثاً، حيث كان والد شيامالا، ب. ف. غوبالان، يعمل كمستشار هناك. بعد طلاق شيامالا ودونالد في أوائل السبعينيات، أخذت شيامالا بنتيها إلى الهند عدة مرات لزيارة والديها في تشيناي، حيث تقاعدا. خلال طفولتهما، زارت الفتاتان أيضاً عائلة والدهما في جامايكا.
وصفت واندا كاغان، إحدى صديقات كامالا في المدرسة الثانوية في مونتريال، كيف أن شيامالا أصرت على أن تنتقل للعيش معهن في عامها الأخير من الثانوية بعد أن أخبرتها كامالا بأن زوج أمها كان يتحرش بها. وقالت كاغان إن شيامالا ساعدتها على التعامل مع النظام للحصول على الدعم الذي كانت تحتاجه لتعيش مستقلة عن أسرتها.

## الوفاة
توفيت شيامالا بسرطان القولون في أوكلاند في 11 فبراير 2009، عن عمر ناهز السبعين عامًا. طلبت أن يتم التبرع لمنظمة "بريست كانسر أكشن". في وقت لاحق من عام 2009، حملت كامالا هاريس رماد والدتها إلى تشيناي على الساحل الجنوبي الشرقي من شبه القارة الهندية ونثرت الرماد في مياه المحيط الهندي.